# Mercedes (Büromaschinen)

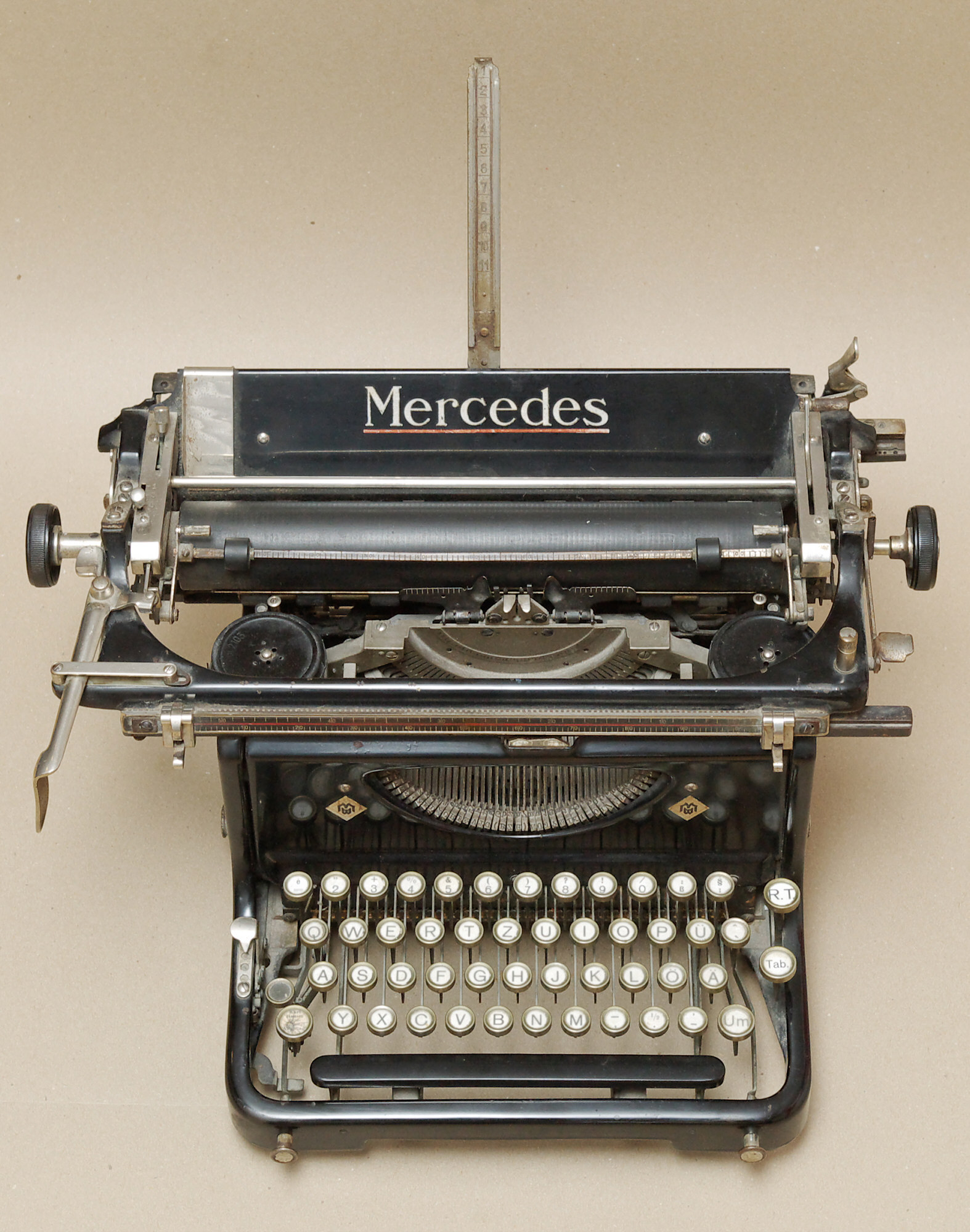
Mercedes-Schreibmaschine

Die Mercedes-Bureau-Maschinen G.m.b.H wurde im Jahr 1906 von Gustav Mez mit dem von den Daimler-Motorenwerken erworbenen Markennamen in Berlin gegründet. Zwei Jahre später siedelte sich das Unternehmen in Mehlis an. Dort gab es durch die dortige Waffenproduktion qualifizierte Feinmechaniker.
In einem neuen Werksgebäude wurde die Produktion von Schreib- und Rechenmaschinen in der Nähe des Bahnhofes Zella-Mehlis West aufgenommen. Mehrfach mussten die Produktionsräume erweitert werden. Bis zum Ende des Zweiten Weltkrieges verließ eine Vielzahl mechanischer und elektromechanischer Modelle von Schreib-, Rechen- und Buchungsmaschinen das Werk, darunter 1921/1922 die Mercedes Elektra des Ingenieurs Carl Schlüns.
Anfang der 1960er-Jahre entwickelte das Unternehmen, das jetzt den Namen VEB Cellatron Büromaschinenwerk Zella-Mehlis trug, Computer der Marke Cellatron, die bis zum Ende seines Bestehens die Produktpalette des Betriebes bestimmten. 1977 wurde er in das Kombinat Robotron eingegliedert und in VEB Robotron-Elektronik Zella-Mehlis umbenannt. 1990 wurde der Betrieb aufgelöst; fast alle Gebäude am Standort des ehemaligen Mercedes-Werkes wurden abgerissen.

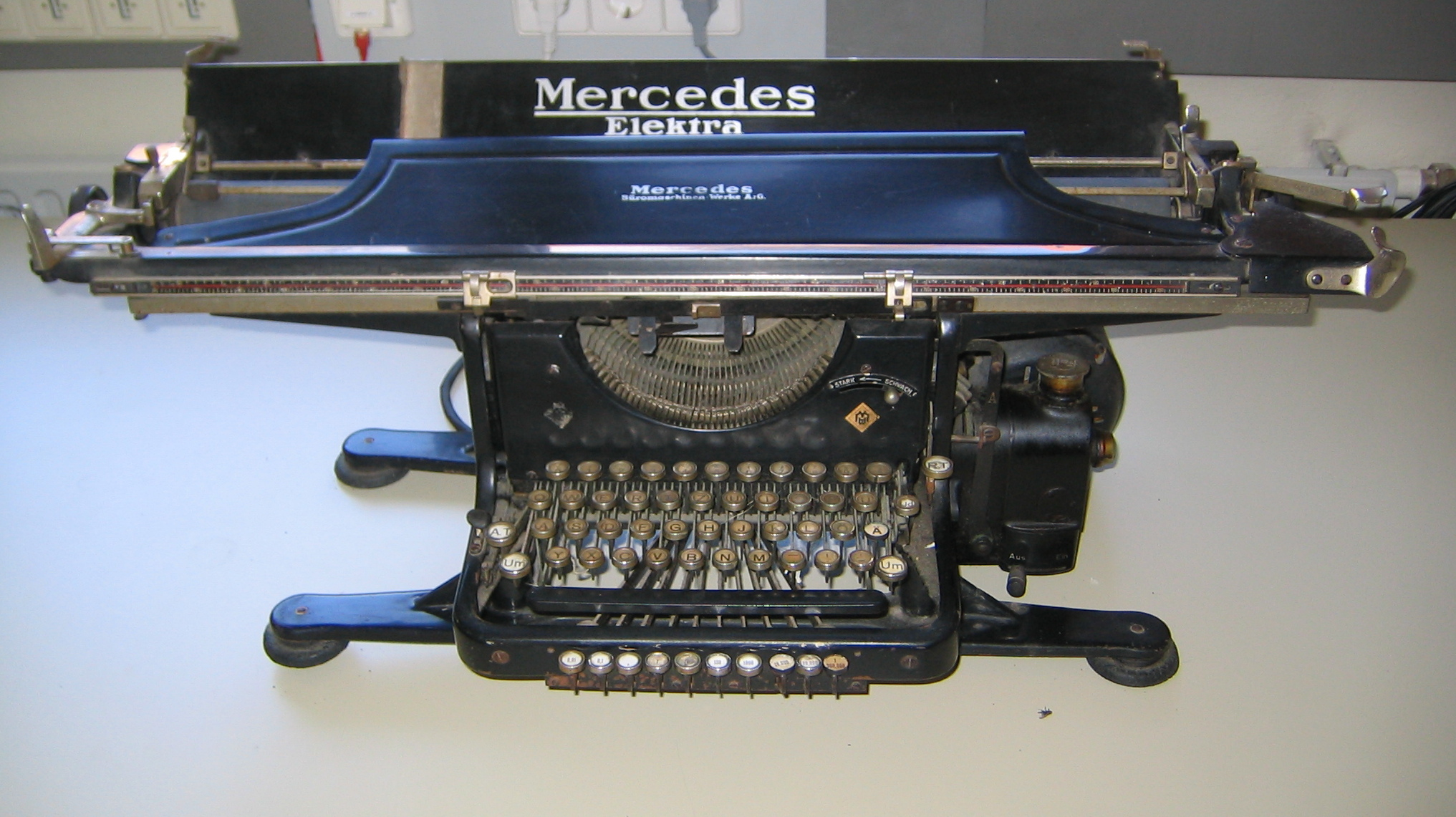
Mercedes Elektra
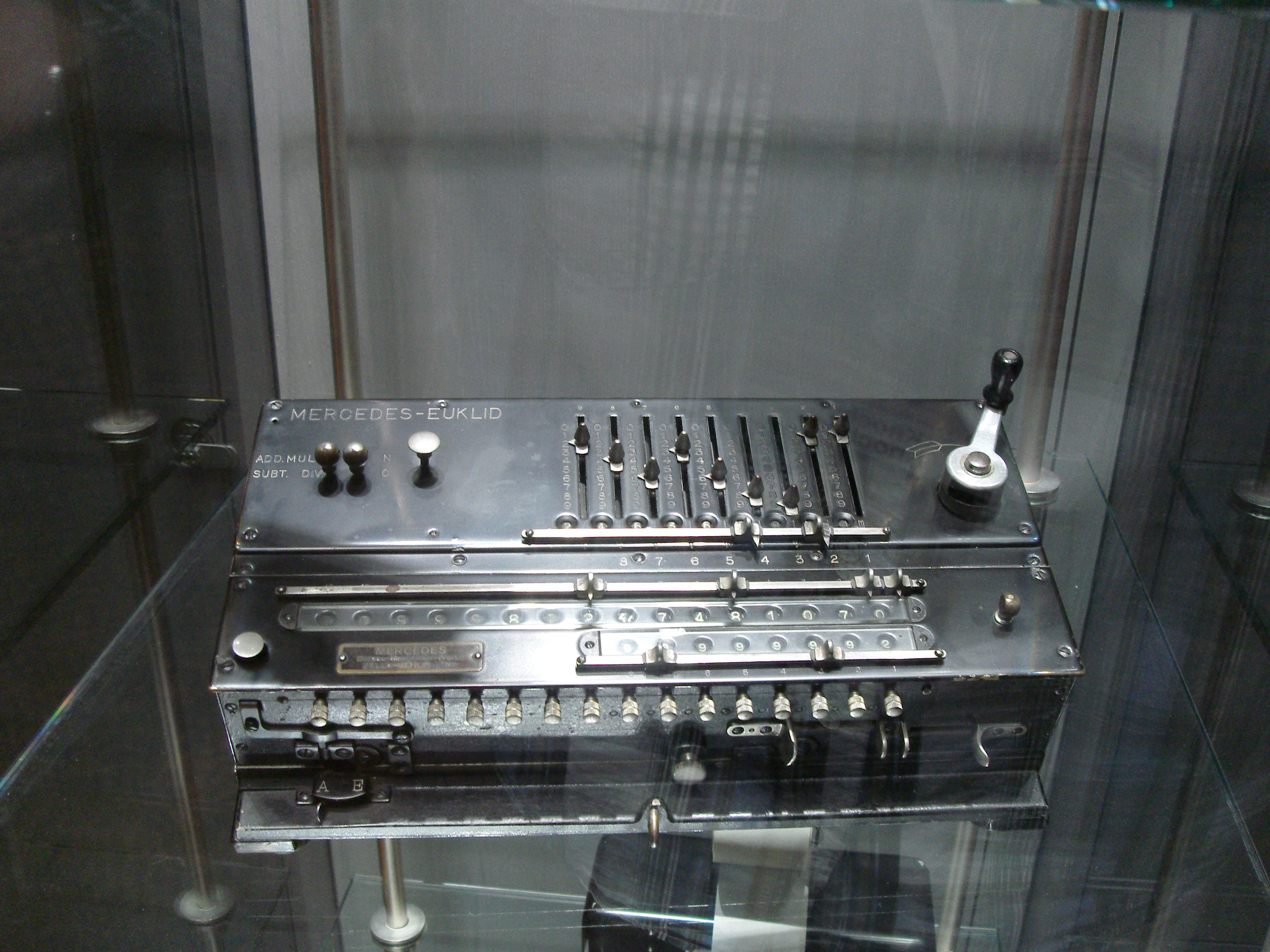
Mercedes Euklid, Rechenmaschine von Christel Hamann
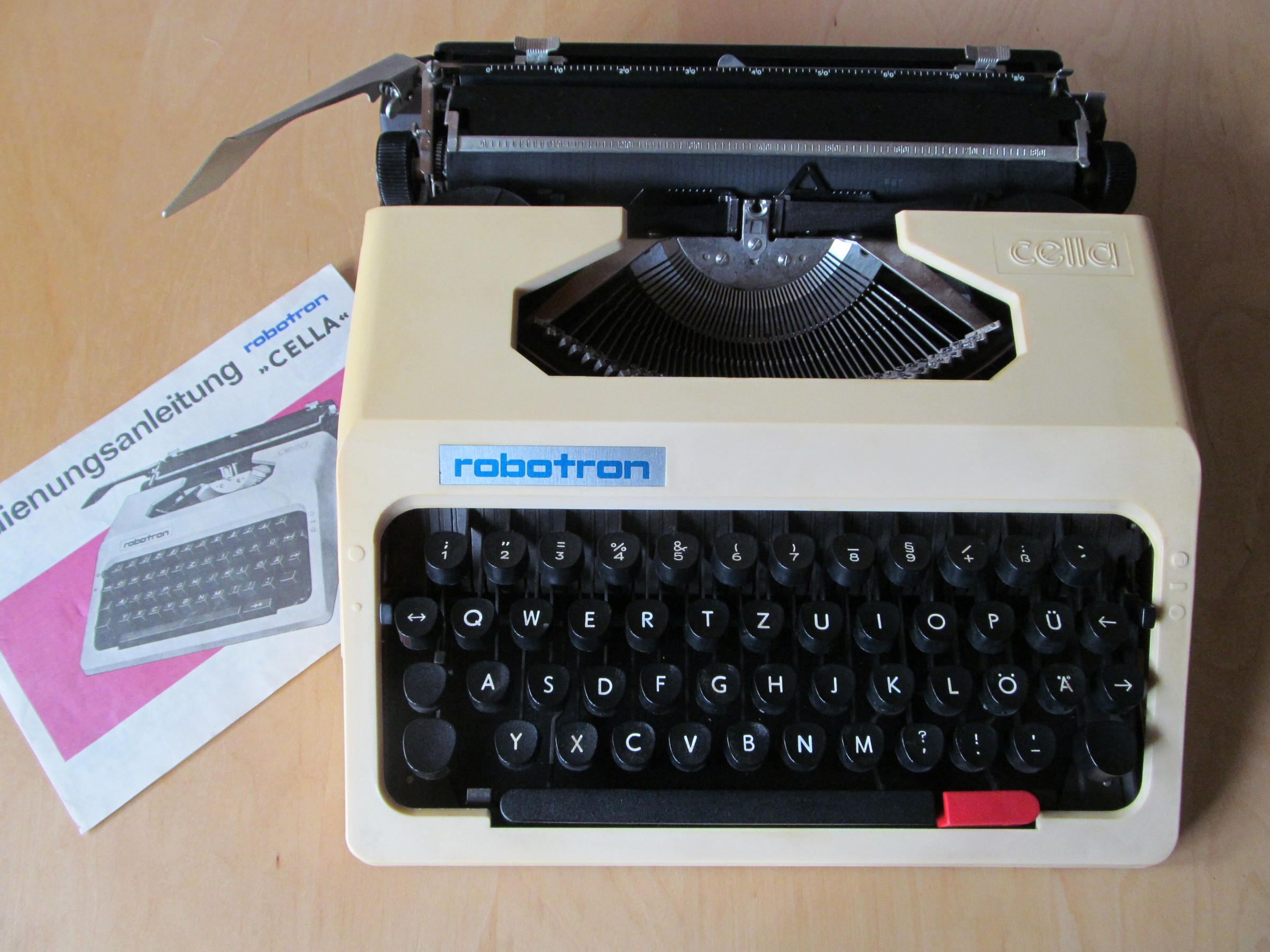
Robotron Cella, Reiseschreibmaschine aus den 1980er Jahren
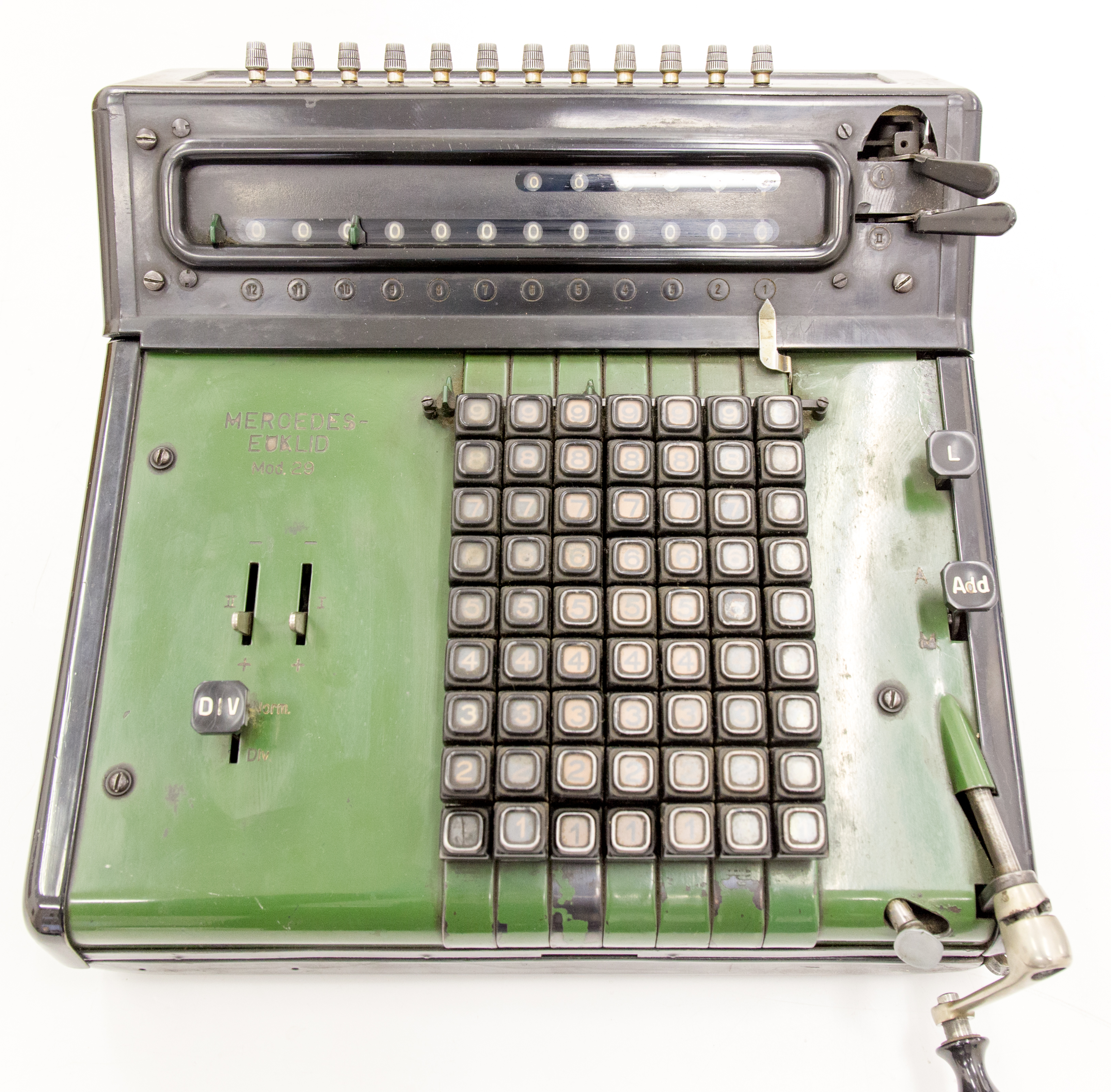
Mercedes Euklid, Mod. 29, Bestand des MEK